# 后金
后金（1616年2月17日－1636年5月15日），女真族首領努爾哈赤建立的政權。天命元年（1616年），努爾哈赤在赫圖阿拉（今遼寧省新賓滿族自治縣西老城）稱「汗」，國號「金」（穆麟德轉寫：aisin gurun）為了跟完顏氏的金朝分辨，歷史上稱為「後金」，与明朝并立，是为清朝的前身。改国号前夕，后金已占据包括今中国东北、内蒙古和俄罗斯远东地区南部的广大地区。
自从明万历十一年（1583年）开始，努尔哈赤以十三副遗甲起兵逐步统一建州女真各部，万历二十一年（1593年）的古勒山之战后努尔哈赤大体上统一女真各部控制现中国东北大部分地区，明萬曆四十三年（1615年），努爾哈赤在原有牛錄組織的基礎上，創建八旗制度。同时还命令下属噶盖与额尔德尼以蒙古文字为基础创造满文，公元1616年，努尔哈赤建国，国号金，年号天命，天命六年（1621年）移都遼陽（今遼寧省遼陽市）。天命十年（1625年）又遷都瀋陽，改號盛京（今遼寧省瀋陽市）。次年，努爾哈赤病逝，努尔哈赤第八子皇太極繼汗位。改年号天聪，天聪九年（1635年）皇太极征服漠南蒙古。同时，皇太极进一步完善后金的政治制度，设立内三院和六部、增设八旗蒙古和汉军，废除努尔哈赤统治时期的弊政，缓解后金统治下的满汉矛盾，史称“天聪新政”。天聰十年（1636年），皇太極稱帝，改元崇德，改國號曰「大清」，改族名曰「滿洲」。「后金」共经历两代二十年。

## 国号
对努尔哈赤称汗迄皇太极称帝前，此政权国号究竟是“金”、“大金”、“后金”或皆曾使用，学界至今仍缺乏共识。一是主张“金”或“大金”是唯一国号；二是认为“后金”为唯一国号；三为“混合说”不否定“金”或“大金”但主张某段时期曾以“后金”为国号。
滿語“爱新”意思是金，后金建国後承袭完颜氏的金朝，也称自己为金。此外，还以地名“建州”和族名“女真”称呼后金政权。

## 历史

### 建州女真的兴起
明初以後，散居在松花江流域和黑龍江流域的女真人紛紛向南遷徙，其中一支是猛哥帖木兒，他率領部眾離開斡朵里（今依蘭馬大屯一帶），南遷吉林乃至遼寧的東部和北部，幾經頻繁遷徙，逐漸形成了新的格局，成為建州女真的首領。這時的女真人分為三大部：一部以遼東洋河流域為中心的建州女真；一部是以明開原邊外，輝發河流域為中心的海西女真；一部是在松花江中下游，黑龍江流域的東海女真。建州女真、海西女真以農業為主，已經進入階級社會。東海女真仍以漁獵經濟為主，農業還處在萌芽，滯留在原始社會末期。
明太祖時，明为包抄和壓抑北元殘餘勢力，於是在滿洲一帶設立遠東指揮使司，開始著手控制女真部的各個部落。明政府先後將建州女真分成三個衛，總稱「建州三衛」，其首领大多為女真部族的领袖，由明朝受封世襲鎮守邊疆地區。
建州女真猛哥帖木兒（努爾哈赤六世祖）時為明朝建州衛左都督，北方的部族兀狄哈勢力強大，南下壓迫建州女真。猛哥帖木儿被殺，建州部被迫南移，最終定居於興京，並併入建州衛。南移後，建州女真部與明朝交往密切，建州部社會生產力得到提高。
明萬曆二年（1574年），建州右衛都指揮使王杲沿邊作亂，被擊滅後，兒子阿台繼續和明军對抗。遼東總兵李成梁又發動攻擊，嚮導覺昌安和兒子塔克世在混戰中死亡。這場戰爭使「建州三衛」瓦解，部落零散，各自為政。而此時正是塔克世之子努爾哈赤任明朝建州部首領。

### 努爾哈赤的崛起
明萬曆十四年（1586年），努爾哈赤被明政府襲封為指揮使，传说以祖、父遺甲十三副，相繼兼併海西女真部，征服東海女真部，統一了分散在滿洲各地的女真各部。建州女真勢力日盛，明萬曆二十三年（1595年），明朝授予努爾哈赤龍虎將軍的稱號，其勢力更加強大。
隨著努爾哈赤對女真各部統一事業的發展，人口的集中，滿族民族共同體逐漸形成，特別是明萬曆十五年（1587年），宣布定國政以後，對內不斷地發布政令，對外交在、書信往來更加頻繁。作為民族的語言、文字已經成為歷史的和現實的需要了。明萬曆二十七年（1599年）二月，努爾哈赤鑒於本部移文往來，全部書寫蒙古文，再譯成蒙古語，十分不便。設想能以蒙古字編成滿字，書寫滿文。於是，努爾哈赤責令巴克什額爾德尼、噶蓋去完成。就這樣，仿蒙古字書寫，以女真語音讀，創制了滿族文字，頒行國中。這就是後人所看到的無圈点满文（也稱老滿文）。
明萬曆三十一年（1603年），努爾哈赤在赫圖阿拉築城，將統治中心從費阿拉遷至該地。兩年後對外行文改用「建州國」國名。明萬曆三十三年（1605年），努爾哈赤致遼撫趙楫、總兵李成梁的呈文中說：「我努爾哈赤收管我建州國之人，看守朝廷九百五十餘里邊疆。」，以守疆名義索要更高權利，雖然地位仍與過去相同，聲勢則已不同以往。明萬曆三十三年十一月十一日（1605年12月20日），努爾哈赤致書朝鮮邊將時更是自稱「建州等處地方國王」；但對明朝則仍稱「建州等處地方世放邊疆龍虎將軍」。
努爾哈赤統一女真各部後，地域擴大，人口增多，因此迫切需要有一套比較完整的管理制度。明萬曆四十三年（1615年）十一月，努爾哈赤在原有牛錄組織的基礎上，創建八旗制度。八旗制度的特點是「軍政合一、兵民合一」，旗人「出則備戰，入則務農」，平時耕獵為民，戰時披甲當兵。這樣一來，努爾哈赤不僅將女真人統一編制起來，而且還建立起一支擁有數萬精兵的八旗軍隊。

### 建立后金
天命元年正月初一日（1616年2月17日），努爾哈赤在赫圖阿拉（今辽宁省新宾满族自治县西老城）稱汗，建元天命，定國號曰「金」，諸貝勒大臣上尊號曰「覆育列國英明皇帝」。命次子代善為大貝勒，弟舒爾哈齊次子阿敏為二貝勒，五子莽古爾泰為三貝勒，八子皇太極為四貝勒。命額亦都、費英東、何和禮、扈爾漢、安費揚古為五大臣，同聽國政。諭以秉志公誠，勵精圖治。

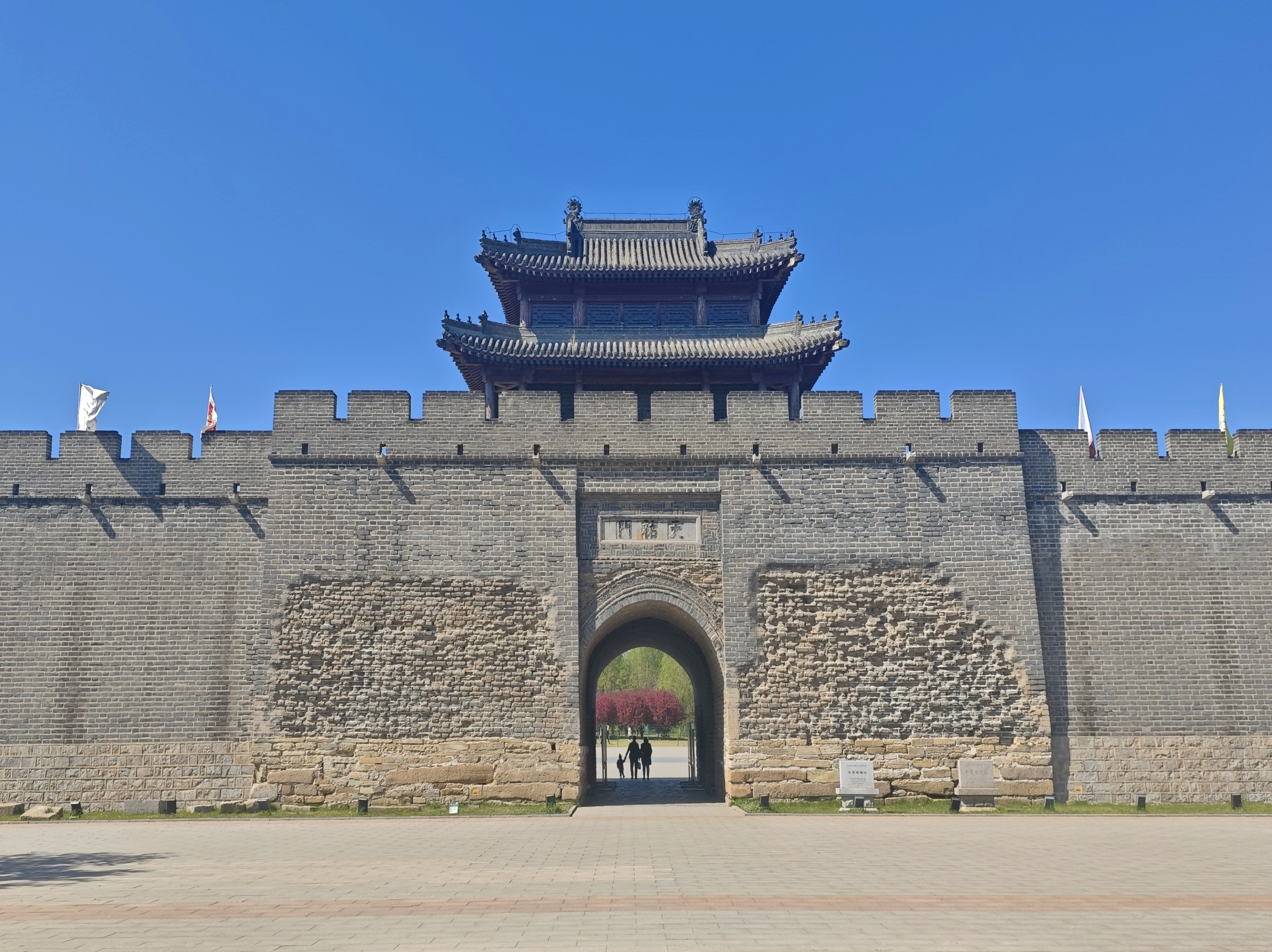
辽阳东京城天佑门，该城于1622年至1625年为后金都城

天命三年二月十二日（1618年3月8日），努爾哈赤公布名為「七大恨」的討明檄文，起兵反明。天命四年（1619年），后金与明朝的第一场关键战役萨尔浒之战爆发。明神宗任命楊鎬率领四路明军合击后金军，准备直搗後金大本营赫圖阿拉。四路軍的主帅分别為山海關總兵杜松、遼東總兵李如柏、開原總兵馬林和遼陽總兵劉鋌。然而，明軍情報却泄露給後金軍，使後金軍早有準備。结果努尔哈赤采取集中兵力、各个击破的方法，以少胜多大败明军，从而改变了辽东的战略格局，使得双方力量对比发生了根本性的转折。此后后金采取主动出击的方针，並視明朝為「南朝」，儼然以“北朝”自居，而明朝相对于后金处于被动局面。
天命六年三月十三日（1621年5月4日），努尔哈赤于率重兵围攻沈阳。沈阳城很坚固，而且埋伏火炮，故易守难攻。但由于城中降兵叛变以及后金军不断加强兵力，后金终攻克沈阳城。同年，后金还成功攻取辽阳，并下令迁都辽阳。遼東城市接連淪入後金手中，戰無不勝的努爾哈赤更堅定了入主中原之志。天命十年（1625年），后金又决定迁都沈阳，并改沈阳为盛京。

### 兵敗寧遠
天命十一年正月十四日（1626年2月10日），努爾哈赤率領八旗勁旅十三萬，離開瀋陽，親征明朝，欲圖席卷關外城堡，直搗山海關。天命十一年正月十七日（1626年2月13日），渡過遼河以後，連下右屯（右屯卫）、大凌河、錦州、小凌河、香山、塔山、松山等城。天命十一年正月二十三日（1626年2月19日），直抵寧遠城下。寧遠守兵不足兩萬，前後左右俱被金兵隔斷，山海關雖有兵數萬，卻不敢來援。努爾哈赤諭守將降順說：「吾以二十萬兵攻此城，必破矣，爾眾官若降，即封授高爵。」明寧前道袁崇煥拒絕說：「吾當死守，沒有投降之理。」天命十一年正月二十四日（1626年2月20日），努爾哈赤下令進攻，騎兵步兵一擁而上，戰車、盾牌、鐵鉤俱至，萬矢齊發，「箭上城如雨，懸牌間如痹」、「奮力攻打」。
明軍銃砲齊發，箭鏃如雨，打退了後金兵的多次進攻。後金兵隨後在板車厚盾的掩護下不斷攻城，袁崇煥令福建軍士羅立發西洋巨砲轟擊後金軍，十餘門大砲「從城上擊，周而不停，每砲所中，糜爛可數里」，「城上銃砲迭發，每用西洋砲則牌車如拉朽」。後金兵接近城牆時，用西洋方法修築的砲臺又發揮了作用，「門角兩台，攢對橫擊」，利用交叉火力殺傷大批敵軍。經過3天激戰，後金兵損失一萬七千餘人，努爾哈赤不得不率領殘兵返回瀋陽。這是他對明戰爭以來第一次遭受挫敗，他痛心地說：「朕自二十五歲征伐以來，戰無不勝，攻無不克，何獨寧遠一城不能下耶？」此役後金實際投入兵力6萬人，而明軍兵力約1.7萬人，明軍取得勝利，史稱寧遠大捷。寧遠戰役後，明清戰爭陷入一個相持階段。
天命十一年八月十一日（1626年9月30日），努爾哈赤死於距瀋陽40公里外的靉雞堡，終年68歲。關於努爾哈赤之死，眾說紛紜，但都與寧遠戰役有關。據說努爾哈赤在此役中炮負傷，不治而亡。張岱的《袁崇煥列傳》中說：「大炮擊中清軍的黃龍幕，傷一神王。」《中國皇帝要錄》、《歷代帝王傳記》等均持此說，認為努爾哈赤在此役中負重傷，於是撤回瀋陽，不久病死。《明熹宗實錄》中則寫道：「大炮擊斃清軍一大頭目，清兵用紅布包裹抬走，放聲大哭。」有人推測，死者就是努爾哈赤。而日本學者稻葉君山《清朝全史》引朝鮮人記載，有名叫韓瑗的譯官，被袁崇煥請到了寧遠，親眼見到清軍被誘入外城。守城兵士先從城牆往下投擲矢石，又發地炮，殺得清兵人仰馬翻，於是撤退。第二天，袁崇煥派使者獻禮物給努爾哈赤說：「老將久橫天下，今日敗於小子，豈非數耶？」努爾哈赤本已負重傷，見到禮物，又聽到這些譏嘲之話，於是憤恚而死（《清代帝王后妃傳》）。

### 皇太極繼位
天命十一年九月初一日（1626年10月20日），皇太極於瀋陽皇宮的大政殿舉行了隆重的登基典禮，定明年為天聰元年（1627年），並大赦國內。天命十一年九月初二日（1626年10月21日），皇太極與眾大小貝勒一同拜天盟誓。皇太極宣誓「敬兄長，愛子弟，行正道」；三大貝勒宣誓要「教養」、「善待」子弟，並要求子弟「聽其父兄之訓」，「忠於君上」，「力行其善道」；諸小貝勒宣誓不背叛「父兄之訓」，「盡忠於上」。作為父兄長輩，四大貝勒有教養子弟即諸小貝勒的責任；諸小貝勒則必須接受父兄的管束，以盡「子弟」的義務和責任。
由于东边的李氏朝鲜亲明，而且明朝作战时常有朝鲜兵参战，皇太极遂以此为借口下令攻打朝鲜，使得后者降伏。这场战争在朝鲜历史上被称为“丁卯虏乱”。此時山海關外，明政府只剩下錦州、寧遠、松山三個據地，其他已成為後金汗國的領土，从此后金基本控制了关外。不过，由于朝鮮王朝之后仍然奉行亲明政策，皇太极于十年后再次下令进攻朝鮮，最终迫使朝鲜屈服并成为其属国。这场战争在朝鲜历史上被称为“丙子虏乱”。

### 統一漠南蒙古
从17世纪初开始后金即与漠南蒙古（即今内蒙古自治区大部）察哈尔部发生一些小规模军事冲突。不过直到此时，由于之前后金的羽翼实力尚未丰满，努尔哈赤不敢同时与明朝和漠南蒙古进行两线作战。萨尔浒战役大获全胜后，后金继续攻击明朝驻守的铁岭，大伤元气的明朝此时不得不向末代蒙古大汗林丹汗求援，并给予蒙古以经济方面的好处。于是林丹汗急派内喀尔喀五部、科尔沁部率军万余人驰援明军，当蒙古援军抵达铁岭时，後金軍已經攻陷铁岭，在数量占优且士气高涨的后金军的攻击下，蒙古军战败。铁岭、沈阳之战的失利使林丹汗的势力退回到漠南蒙古境内。
皇太极即位后，决定在南下入关之前解決蒙古这个后背隐患，以避免重蹈金朝的覆辙。为消弱林丹汗的势力，皇太极对蒙古各部采取联姻、劝诱、征讨一系列软硬兼施的策略。而且由于林丹汗后期在西藏红教喇嘛沙尔巴呼图克图的影响下皈依红教，引起信奉黄教的蒙古众多部的不满，使得这些部落开始疏远林丹汗。同时，在后金军的优势武力打击下，漠南蒙古各部逐渐瓦解。林丹汗虽组织力量抵抗，但其下属已逐渐离心离德，纷纷向后金投降。
天聰六年（1632年）四月，皇太極下令再次遠征林丹汗。參加這次遠征的蒙古部落有：喀喇沁、土默特、喀喇車里克、伊蘇特、扎魯特、敖漢、奈曼、科爾沁、阿魯科爾沁等漠南蒙古各部，組成強大的滿蒙聯軍，總兵力達10萬人之多，準備一舉消滅林丹汗的察哈爾部，統一漠南蒙古。皇太極親率大軍越過大興安嶺，連個察哈爾軍的影子也沒見到，後來才聽說林丹汗得知大軍來伐的消息，下令部眾凡有兩頭牛以上的家業者一律棄本土西逃，又派人把歸化城（今內蒙古自治區呼和浩特市）的牲畜全部趕過黃河，向青海方向狂奔。由於倉促撤退，遺棄的人馬箱重到處都是。
天聰八年（1634年）五月，林丹汗在病交迫中抱恨終天，死於甘肅大草灘（今甘肅省天祝藏族自治縣境內）。林丹汗死後，察哈爾部眾紛紛投往後金，只有汗室困守大漠。天聰九年二月二十六日（1635年4月13日），皇太極派多爾袞、岳托、薩哈璘和豪格等人率精騎一萬，遠征察哈爾餘部，收服林丹汗之子額哲。天聰九年四月二十八日（1635年6月12日），後金軍抵達額哲的駐地托里圖，额哲投降皇太極。林丹汗不僅是察哈爾部的大汗，而且是蒙古各部的宗主。察哈爾部的滅亡，既是漠南蒙古全部歸於後金統治的標誌，也是成吉思汗創立的大蒙古國在其故土最終覆滅的標誌。察哈爾部被後金征服，明朝失去北面屏障，入塞通道被打開。

### 改國號為大清
滿洲原稱女真，滿洲這個詞出現得很晚，天聰九年十月十三日（1635年11月22日），皇太極發布詔諭：「我國原有滿洲、哈達、烏拉、葉赫、輝發等名，向者無知之人，往往稱為諸申。夫諸申之號，乃席北超墨爾根之裔，實與我國無涉。我國建號滿洲，統緒綿遠，相傳奕世。自今以後，一切人等，止稱我國滿洲原名，不得仍前妄稱。」上述的「諸申」即「女真」，都是（Jušen）的漢文音譯。皇太極下令廢女真舊稱，定族名為滿洲（ Manchu）。從此，滿洲族這個新的民族名稱便出現了，滿洲的名稱正式出現在歷史的典冊上。
天聰十年（1636年）四月，諸貝勒大臣以遠人歸服、國勢日隆為理由，請求為皇太極上尊號，皇太極未允。後來薩哈璘說讓諸貝勒檢討過去，表示今後忠誠效力，皇太極答應可以考慮。然後皇太極又以「早正尊號」徵詢漢官儒臣的意見，鮑承先、寧完我、范文程、羅繡錦等都表示贊成。薩哈璘又召集諸貝勒各書誓詞，向皇大極效忠。「外藩」諸貝勒聞訊也請求上尊號，皇太極同意了。上尊號的準備活動至天聰十年（1636年）三月未大體就緒。
天聰十年四月初五日（1636年5月9日），滿洲諸貝勒、固山額真，蒙古八固山額真，六部大臣，外藩蒙古貝勒及滿蒙漢文武官員齊集。大貝勒代善及內外諸貝勒、文武群臣共上表，分別以滿、漢、蒙三種文字書寫。多爾袞捧滿字表、巴達禮捧蒙字表、孔有德捧漢字表各一道，率諸貝勒大臣文武各官赴宮門跪下，皇太極在內樓，御前侍衛傳達，皇太極命滿、漢、蒙三重臣捧表入，諸貝勒大臣行三跪九叩頭禮，左右列班候旨。三重臣捧表至御前跪讀，文曰：「諸貝勒大臣文武各官，及外藩諸貝勒，恭維皇上承天眷佑，應運而興。當天下混亂之時，修德禮天，逆者威之以兵，順者撫之以德，寬溫之譽，施及萬方。征服朝鮮，統一蒙古，更獲玉璽，內外化成，上合天意，下協輿情。以是臣等仰天心，敬上尊號，一切儀物，俱已完備伏賜愈尤，勿虛眾望！」表中簡單回顧皇太極的功績，並且指出該功績足以讓皇太極順應天命，加皇帝之尊號。而且一再強調，加皇帝尊號其實是天意使然，不可推辭。皇太極表示同意，並發誓倍加乾惕，憂國勤政。消息傳出，眾皆踴躍歡欣，叩頭而出。
崇德元年四月十一日（1636年5月15日），皇太極於盛京（今瀋陽）稱帝，正式祭告天地，受「寬溫仁聖皇帝」尊號，建國號大清，實際是把後金改為大清，改元崇德，即天聰十年為崇德元年。祭告天地完畢，在壇前樹鵠較射。從此中國歷史上的大清王朝誕生了。

## 疆域
後金建國之初，疆域東起日本海，西至遼東邊牆，南達鴨綠江，北接嫩江，佔據了今中國東北大部分地區。改國號前夕，其疆域已經擴展到明長城以北、外興安嶺和额尔古纳河以南、西起戈壁、東至鄂霍次克海。“自东北海滨，迄西北海滨，其间使犬、使鹿之邦，及产黑狐、黑貂之地，不事耕种、渔猎为生之俗，厄鲁特部落，以至斡难河源，远迩诸国，在在臣服”。

## 民族
后金的奠基者努尔哈赤在1616年宣布自己为大金皇帝，努尔哈赤生前的最高愿望就是统一所有女真人的部落，认为野人女真“语言与我国相同，本皆我一国之民”，“听汉人居山海关以西，我自居辽东地方，满汉各自为国”，进而继续完成在漠南蒙古已开始的对邻国和相邻民族的征服战争。
首先后金进行的是反对汉人明朝统治的战争。同时在17世纪头20年征服漠南蒙古，忙于内讧的漠南、漠北蒙古王公根本无力抵抗后金强有力的军事威胁、外交压力和分化战略。后金统治者利用蒙古各部之间的矛盾巧妙的使他们的王公相互敌视，也就是借助于他们对中国的依附和传统的外交战略方式，“以夷制夷”策略。从另一方面讲，后金致力于利用蒙古的军事力量达到自己的目的，不惜一切力量吸引蒙古那颜到自己方面来，如政治联姻、丰富赏赐、高官厚爵、丰厚薪禄、贵重礼物和对不同部落的一系列的贿赂。正如当代德国女蒙古学家维拉尼克·法伊特指出的：“就象联盟者出于巧妙的政治联姻策略使得蒙古各部落象支持血缘亲属那样支持了后金那一方。”在1624年努尔哈赤和科尔沁部结盟，然后在1626—1627年间又与扎鲁特、巴林、敖汉、奈曼签定了联盟与友好条约。在这里，毫无疑问后金和蒙古一定的民族、文化的密切关系发挥了自己的作用，利用某些习俗、文化和社会制度相似，后金统治者逐渐地向蒙古社会宣传，强调两个族群的“血缘”关系，利用蒙古的力量来打击后金的主要敌人——中国的明朝。
努尔哈赤一度收降汉人加入后金，但进占辽沈之后掠汉人为奴。汉民、汉官不断逃亡、反抗，还制定严厉的《逃人法》，凡被捉到的逃人统统处死，法律严苛却没有收到实际效果，社会骚动不安。皇太极即位伊始，便对努尔哈赤晚年苛待汉人的政策进行了大胆纠正。天命十一年（1626）九月，皇太极发布安抚汉人的命令，使“汉官汉民皆大悦，逃者皆止，奸细绝迹”，有效排除了因为民族矛盾可能激发的诸多不稳定因素。

## 政权建设

### 政治
随着女真（满洲）部落的逐一归并，人口也在不断集结，作为对氏族社会传统的革新者，努尔哈赤刻意打破了旧有的血缘政治习惯。他在改革牛录制的同时，还设置“扎尔固齐”之职，来实现一个新政府的各项行政职能。天聪初年四大贝勒共同治理国政，后改为议政王大臣会议。後金政權尚在關外之時，滿洲統治者就非常注重吸取明朝各種法律法規制度的利與弊，特別是皇太極建國稱帝后，逐漸意識到制度與立法的重要性。因而在明朝原有法例的基礎上，構建了一套以"參漢酌金"為基礎的法規法則。"參漢"意思就是借鑒明王朝時期的立法框架；"酎金"就是指結合女真族的風俗習慣等實際情況制定出一種因地適宜的法則。天聪年间后金建立了“三院八衙门”，1630年还效仿明朝建制设立了六部。

### 文化
“巴克什”是后金时期对女真文人的称呼，分为一般低级文职役吏和“赐号”贵族高官两种，他们共同构成了后金时期的女真族知识分子群体。这些人中前者管理钱粮账目，记录文案档册，教授文化知识；后者创制满文，翻译汉文典籍，通使往来。皇太极登基后还极力学习汉文化，并设立文馆，诏著名翻译家达海主持汉籍翻译事宜，因“患国人不识汉字罔知国体，乃命文成公达海译国语四书及三国志（此处指《三国演义》）各一部，颁赐耆旧，以为临政规范。”精选了如《刑事会典》、《素书》、《三略》、《万宝全书》、《通鉴》、《六韬》、《孟子》、《明会典》、《大乘经》等一批有关军事、法律制度、历史等方面著作，命儒臣译为满文。

## 外交
自努尔哈赤发布七大恨正式誓师伐明之后，女真和明朝的关系彻底破裂，双方在辽东一带开展激烈的战争，皇太极即位后认为后金的国力尚不强大，遂谋求与明朝议和，争取时间发展。然而，明朝君臣以历史上宋金议和为鉴，拒绝了后金的谈判要求，皇太极便将战争的责任推给了明朝，制定了徐图渐进，通过削弱强敌和加强自身的方式，缩小两者国力差距。
朝鲜王朝保持多年对明朝奉行“事大”的传统。明朝在16世纪末国势日渐颓废，使注重现实利益的朝鲜不得不与日益强大的后金政权建立关系。后金势力的迅猛发展，迫使朝鲜国王光海君调整对中国的外交方略，由初期牢固遵守与明朝的传统封贡关系，疏远后金“不与此辈交通”，转变为游离于明朝与后金之间，分别展开对明朝和后金的“两面”外交交涉，即“不欲得罪于天朝，亦不欲激怒于彼贼（指努尔哈赤），欲为两全”。朝鲜仁祖上台后，极力推行“亲明斥金”外交政策，反倒招致后金的大军压境，后金在丁卯虏乱中强迫朝鲜缔结不平等的“兄弟之盟”，在政治军事关系上成为后金的半臣属国。由于朝鲜对后金依然采用“交邻”政策，在贸易、贡物等方面处处不与后金合作，由此导致新成立的清王朝对朝鲜的第二次军事征讨。

## 經濟
在经济上，女真实力一直有着显著的增长。后金在与蒙古、朝鲜以及明朝的朝貢貿易和边疆的城镇贸易中，增强了自身的经济实力。17世纪早期，从欧洲和美洲流进明朝的白银中，有25%流向了后金。
然而后金遭到连年战争与自然灾害的打击，且为明朝封锁，无法展开互市贸易，故而财用严重不足。另外，努尔哈赤晚年实行的压迫政策，造成国内的主要劳动力──汉人纷纷逃亡和反抗。因此，后金的经济一度崩溃，天聪元年（1626），“时国中大饥，其一金斗粮价银八两，民中有食人肉者。彼时国中银两虽多，然无处贸易，是以银两贱而诸物昂贵”。后金要求朝鲜开市通商，并索取大量岁币或贡品，以弥补明朝关闭边界贸易带来的损失；皇太极数次入关袭扰的一个重要目的也是为了掳掠财富，以缓解国内的经济压力。

## 軍事
努尔哈赤建立了的八旗制度将女真各部严密地组织起来，大大提高了战斗力。皇太极还利用汉军八旗形成了一支经过特殊训练的火器部队，进一步增强了自身的军事实力。

### 技術
后金在对明征战的过程中促进了自身军事技术变革。战争中皇太极充分认识到了红夷大炮这种先进武器的威力。他在天聪三年（1629）“己巳之役”中，特意俘虏了明朝方面熟悉制炮、用炮技术的工匠和官员，让他们为后金铸造火炮。佟养性、丁启明等铸成“天佑助威大将军”58炮，标志着后金初步掌握了造炮技术。天聪七年（1633），在后金与东江镇明军对峙期间，孔有德、耿仲明因遭到内部排挤，统率曾受葡萄牙军事顾问完整西式火炮训练的3600名军士向皇太极投降，他们不仅携带了包括10余门红夷炮在内的大量武器，而且还把葡萄牙人所传授的、一般明军都不曾完整掌握的铸炮、操炮之法外传，后金特别重视新式火炮的使用，极大地推动了军事科技的发展。

## 宗教
当时的女真人受萨满教影响巨大，各部相继设立了祭祀本部祖先神祇与本氏族世代守护神祗的“堂涩”，这就是后来清宫“堂子”的雏形。各部落遇有重大事项，都要叩拜堂子。除了堂子，萨满对各部族的影响也十分巨大，甚至当时建房的选址也要由萨满来决定，努尔哈赤建国时的都城赫图阿拉就是萨满用野鸡占卜决定的地址。努尔哈赤灭掉哈达、朱舍里、长白山、辉发、叶赫、董鄂、乌拉、斐攸等部时，兵马先破“堂色”，“掠祖像神器于贝勒马前”。各部的神、神辞或被烧毁或被改造，以此割断人们同以往世界的联系。在摧毁堂子的同时，努尔哈赤还屠杀了大量萨满。通过在摧毁女真其他部落堂子的同时，努尔哈赤确立了爱新觉罗氏堂子的独尊地位，形成一个新的堂子祭神群，“通过皇族祭祀上的影响和强制性的祭礼大法进行推广新神、限制旧神的运动”。后金迁都辽阳东京城后，在东京也建了堂子祀神。努尔哈赤迁都沈阳后，又把堂子“建筑城东内治门外”。后金坚持本民族的传统宗教萨满教的主导地位，又积极吸纳其他民族的儒释道和喇嘛教等宗教。皇太极即下令改建沈阳孔庙，开始崇祀孔子。又迎请多位蒙藏的喇嘛到后金传法。在击败蒙古林丹汗之后，皇太极曾得到一尊元朝末年从五台山辗转流落到察哈尔部的大黑天纯金像，特建庙（实胜寺）供奉，利用宗教影响力统治其他民族。 
然而后金统治者对宗教有自己的认识，天命三年（1618），努尔哈赤即晓谕其臣民曰：“人皆称仙佛之善，然仙佛虽善而居心不善者，不能为也。必勤修善行，始能与之相合。人君奉天理国，修明政教，克宽克仁，举世享太平之福，则一人有道，万国数宁，胜于仙佛多矣。”天聪八年（1634），皇太极论及国家创建时就有曰：“蒙古诸贝子自弃蒙古之语名号，俱学喇嘛，卒致国运衰微。”这是认为蒙古国力衰败的原因都是学喇嘛教所致。

## 君主列表
| 肖像 | 庙号                         | 谥号                                                                                          | 尊号                         | 名讳                         | 在世时间                      | 年号                         | 在位时间                      | 陵寝                         |
| 努尔哈赤立國稱汗，定國號曰金                                                                                          | 努尔哈赤立國稱汗，定國號曰金 | 努尔哈赤立國稱汗，定國號曰金                                                                  | 努尔哈赤立國稱汗，定國號曰金 | 努尔哈赤立國稱汗，定國號曰金 | 努尔哈赤立國稱汗，定國號曰金  | 努尔哈赤立國稱汗，定國號曰金 | 努尔哈赤立國稱汗，定國號曰金  | 努尔哈赤立國稱汗，定國號曰金 |
| --- | ---------------------------- | --------------------------------------------------------------------------------------------- | ---------------------------- | ---------------------------- | ----------------------------- | ---------------------------- | ----------------------------- | ---------------------------- |
| | 太祖                         | 承天廣運聖德神功肇紀立極仁孝武皇帝 （皇太極追谥）                                             | 覆育列國英明皇帝             | 努尔哈赤                     | 1559年5月14日－1626年9月30日  | 天命                         | 1616年2月17日－1626年9月30日  | 福陵                         |
| 承天廣運聖德神功肇紀立極仁孝睿武端毅欽安弘文定業高皇帝 （崇德帝皇太極追谥大清皇帝，经康熙、雍正、乾隆三朝累（改）谥） | 太祖                         |                                                                                               | 覆育列國英明皇帝             | 努尔哈赤                     | 1559年5月14日－1626年9月30日  | 天命                         | 1616年2月17日－1626年9月30日  | 福陵                         |
| | 太宗                         | 應天興國弘德彰武寬溫仁聖睿孝敬敏昭定隆道顯功文皇帝 （顺治帝福临谥，康熙、雍正、乾隆三朝累谥） | 寬溫仁聖皇帝                 | 皇太極                       | 1592年11月28日－1643年9月21日 | 天聪                         | 1626年10月20日－1643年9月21日 | 昭陵                         |
| 崇德 | 太宗                         | 應天興國弘德彰武寬溫仁聖睿孝敬敏昭定隆道顯功文皇帝 （顺治帝福临谥，康熙、雍正、乾隆三朝累谥） | 寬溫仁聖皇帝                 | 皇太極                       | 1592年11月28日－1643年9月21日 |                              | 1626年10月20日－1643年9月21日 | 昭陵                         |
| 皇太極称皇帝，改国号曰大清                                                                                            |                              |                                                                                               |                              |                              |                               |                              |                               |                              |